# Васькиярви
Васькиярви — пресноводное озеро на территории Кестеньгского сельского поселения Лоухского района Республики Карелии.

## Общие сведения
Площадь озера — 2 км². Располагается на высоте 80,7 метров над уровнем моря.
Форма озера продолговатая: оно почти на три километра вытянуто с северо-запада на юго-восток. Берега изрезанные, каменисто-песчаные, преимущественно возвышенные, скалистые.
Через Васькиярви течёт река без названия, впадающая в Нотозеро. Через Нотозеро протекает река Лопская, впадающая в озеро Пажма, являющееся частью Ковдозера. Через последнее протекает река Ковда, впадающая, в свою очередь, в Белое море.
Возле северо-восточного берега озера расположен один небольшой остров без названия.
Населённые пункты и автодороги вблизи водоёма отсутствуют.
Код объекта в государственном водном реестре — 02020000611102000001747.